# Amiga 500+
Amiga 500 Plus (часто Amiga 500+ и A500+) — первая «бюджетная» Amiga на базе чипсета ECS в форм-факторе подобном «старой» Amiga 500.

## История
Фактически, пользователи получили обновлённую AmigaOS 2.04 (вместо AmigaOS 1.3), новый чипсет ECS и 1 Мб Chip-памяти штатно. Разработчики же при проектировании Amiga 500 Plus отталкивались от последних ревизий платы Amiga 2000, переразведённой под ECS и удешевлённой в производстве.
Хотя официально продажи Amiga 500 Plus начинались в Рождество 1992 года, на самом деле часть Amiga 500 Plus продавалась уже с декабря 1991 года «замаскированными» под Amiga 500 (в коробках Amiga 500). Многие пользователи не знали, что они покупали, снаружи модели различались надписью на шильдике, а Commodore была вынуждена пойти на такой шаг из-за нехватки активов. Несмотря на успешные продажи в Европе (Amiga 500 Plus никогда официально не продавались в США), этот ПК производился всего 6 месяцев, после чего Commodore начали вытеснять его новой моделью: Amiga 600 — модификацией Amiga 500 Plus в меньшем корпусе и нацеленной на рынок консолей.
Commodore выпустили Amiga 500 Plus по нескольким причинам, но основными были: необходимость снижения цен на модельный ряд Amiga путём его удешевления в производстве и необходимость распространения нового поколения AmigaOS 2.04.
Из-за обновления Kickstart, довольно много популярных игр (например, SWIV, Treasure Island Dizzy и Lotus Esprit Turbo Challenge) отказались работать на новых Amiga и покупатели Amiga 500 Plus начали требовать у дилеров, чтобы им либо установили Kickstart 1.3 (как в Amiga 500), либо вернули деньги. Эта проблема была решена третьими компаниями, которые за умеренную плату стали устанавливать в Amiga 500 Plus так называемый Kickstart Switcher, позволяющий щелчком тумблера подключать старую версию Kickstart. В свою очередь, это поощрило разработчиков игр для Amiga к написанию более системных приложений, так как уже было известно, что Commodore планируют в скором времени начать производство Amiga 1200 и, стало быть, вопрос совместимости может встать ещё более остро.

## Основные характеристики
- Процессор Motorola 68000 7.09 МГц (в режиме PAL) / 7.16 МГц (в режиме NTSC)
- 1 Мб Chip-памяти (в самых первых версиях 512 Кб)
- Kickstart v37.175 (AmigaOS 2.04)
- Workbench 37.67 (AmigaOS 2.04)
- Часы реального времени с батареей
- Полноценный чипсет ECS (включая новые версии чипов Agnus и Denise)

## Amiga 500 и Amiga 500+
В таблице ниже, проводится сравнение видеорежимов доступных на Amiga 500 (OCS) и Amiga 500 Plus (ECS):
| Видеорежим          | A500    | A500    | A500+              | A500+              | A500+              | Частота развёртки |
| Видеорежим          | Low     | High    | Low                | High               | Super              | Частота развёртки |
| ------------------- | ------- | ------- | ------------------ | ------------------ | ------------------ | ----------------- |
| PAL                 | 320×256 | 640×256 | 320×256            | 640×256            | 1280×256           | 50 Гц, 15,60 кГц  |
| PAL, чересстрочный  | 320×512 | 640×512 | 320×512            | 640×512            | 1280×512           | 50 Гц, 15,60 кГц  |
| NTSC                | 320×200 | 640×200 | 320×200            | 640×200            | 1280×200           | 60 Гц, 15,72 кГц  |
| NTSC, чересстрочный | 320×400 | 640×400 | 320×400            | 640×400            | 1280×400           | 60 Гц, 15,72 кГц  |
| Euro36              | —       | —       | 320×200 — 1280×400 | 320×200 — 1280×400 | 320×200 — 1280×400 | 73 Гц, 15,76 кГц  |
| A2024               | —       | —       | 1024×1024          | 1024×1024          | 1024×1024          | 15 Гц, 15,72 кГц  |
| Multiscan           | —       | —       | 640×480 — 640×960  | 640×480 — 640×960  | 640×480 — 640×960  | 60 Гц, 31,44 кГц  |
| Euro72              | —       | —       | 640×400 — 640×800  | 640×400 — 640×800  | 640×400 — 640×800  | 70 Гц, 31,43 кГц  |
| Super72             | —       | —       | 400×300 — 800×600  | 400×300 — 800×600  | 400×300 — 800×600  | 72 Гц, 24,62 кГц  |